# كأس ليختنشتاين 1995–96
كأس ليختنشتاين 1995–96 هو الموسم 51 من كأس ليختنشتاين. أشرف على تنظيمه اتحاد ليختنشتاين لكرة القدم، وفاز فيه نادي فادوتس.